# Reino de Viguera

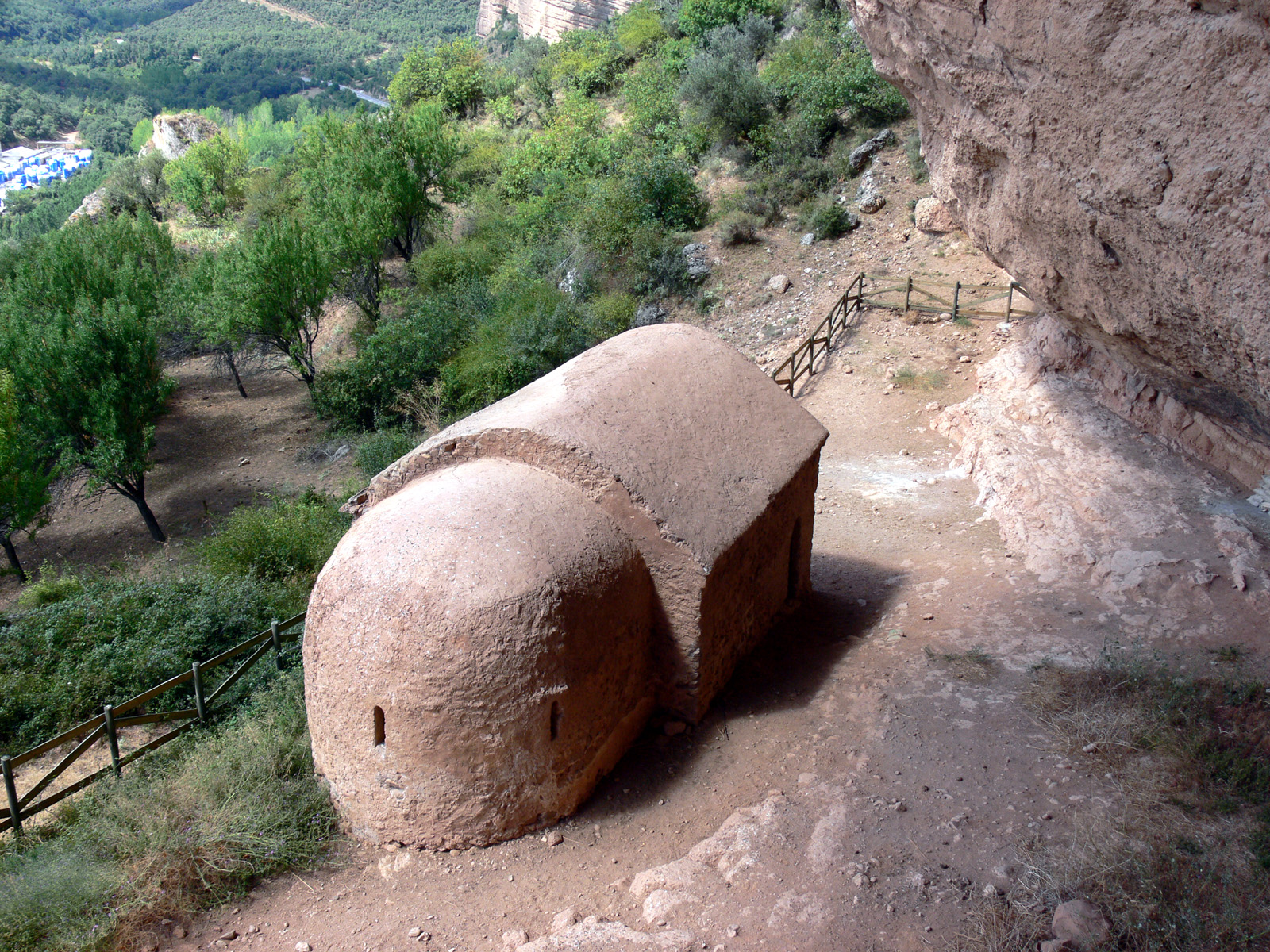
Ermida de San Esteban em Viguera

O Reino de Viguera foi um pequeno reino de curta duração localizado nos margens do rio Iregua nas proximidades da cidade riojana de Viguera, entre os anos de 970 e 1005.

## História
Criado pelo testamento de Garcia Sanches I de Pamplona para o seu segundo filho, Ramiro Garcês de Viguera, que foi o primeiro rei do reino. Dependente do Reino de Pamplona, abrangeu a região hoje chamada de La Rioja.
Existe ainda algum debate se era de facto um reino, ao invés de simplesmente ser as explorações dos infantes reais, que foram referidos como "rei" na época.
Em 918 Ordonho II de Leão e Sancho Garcês I de Pamplona invadiram Viguera para expulsar os Banu Cassi da região.
Por 923, a área havia sido reconquistada e fortificada. De 924 até 972 o governante foi Fortún Galíndez, que tinha os títulos de prefeito e duque e, de acordo com algumas cartas particulares, "reinou" sob Sancho Garcês I e Garcia Sanchez I.
O rei Garcia deixou, por insistência de sua segunda esposa, Teresa de Leão, Viguera para seu filho Ramiro. Com a morte de Garcia, o seu filho mais velho herdou o trono sob o título de Sancho Garcês II e imediatamente reconheceu o seu irmão Ramiro em Viguera, em conformidade com os desejos de seu pai.
Ramiro foi sucedido por seu filho Sancho Ramírez em 991, e Sancho foi sucedido pelo seu irmão García Ramírez, que talvez tenha agido como co-rei antes da morte de seu irmão em 1002 ou pouco depois. García deixou apenas filhas e simplesmente desaparece dos registros históricos entre 1005 e 1030. Viguera passou novamente a fazer parte do Reino de Pamplona.
A região de Viguera passou a ser conhecida como La Rioja por volta de 1099.